# جون كليغورن
جون كليغورن هو شخصية أعمال كندي، ولد في 7 يوليو 1941 في مونتريال في كندا.

## وصلات خارجية
- جون كليغورن على موقع إن إن دي بي (الإنجليزية)